# Elżbieta Fryderyka Zofia z Brandeburg-Bayreuth
Elżbieta Fryderyka Zofia Hohenzollern (niem. Elisabeth Friederike Sophie von Brandenburg Bayreuth; ur. 30 sierpnia 1732 w Bayreuth, zm. 6 kwietnia 1780 tamże) – księżniczka Bayreuth i późniejsza księżna Wirtembergii.

## Życiorys
Urodziła się jako jedyne dziecko margrabiny Wilhelminy Pruskiej i jej męża, margrabiego Fryderyka III. Zaręczona została księciu Wirtembergii, Karolowi Eugeniuszowi  w 1744 i poślubiła go 26 września 1748 roku. Ich ślub w Operze Margrabiów w Bayreuth zapamiętany został jako jedna z najwspanialszych uroczystości w historii tego miejsca.
Ich małżeństwo nie było szczęśliwe, m.in. ze względu na niewierność księcia i brak męskiego potomka. Elżbieta urodziła córkę, która jednak zmarła 12 marca 1751 roku, niedługo po swoich pierwszych urodzinach. Karol Eugeniusz wielokrotnie upokorzył swoją żonę, m.in. bezpodstawnie aresztując jej przyjaciółkę, Marianne Pirker i kiedy księżna pojechała do Bayreuth w odwiedziny do rodziców, nie udało mu się namówić jej na powrót do Wirtembergii. Od tamtego czasu para żyła w separacji.

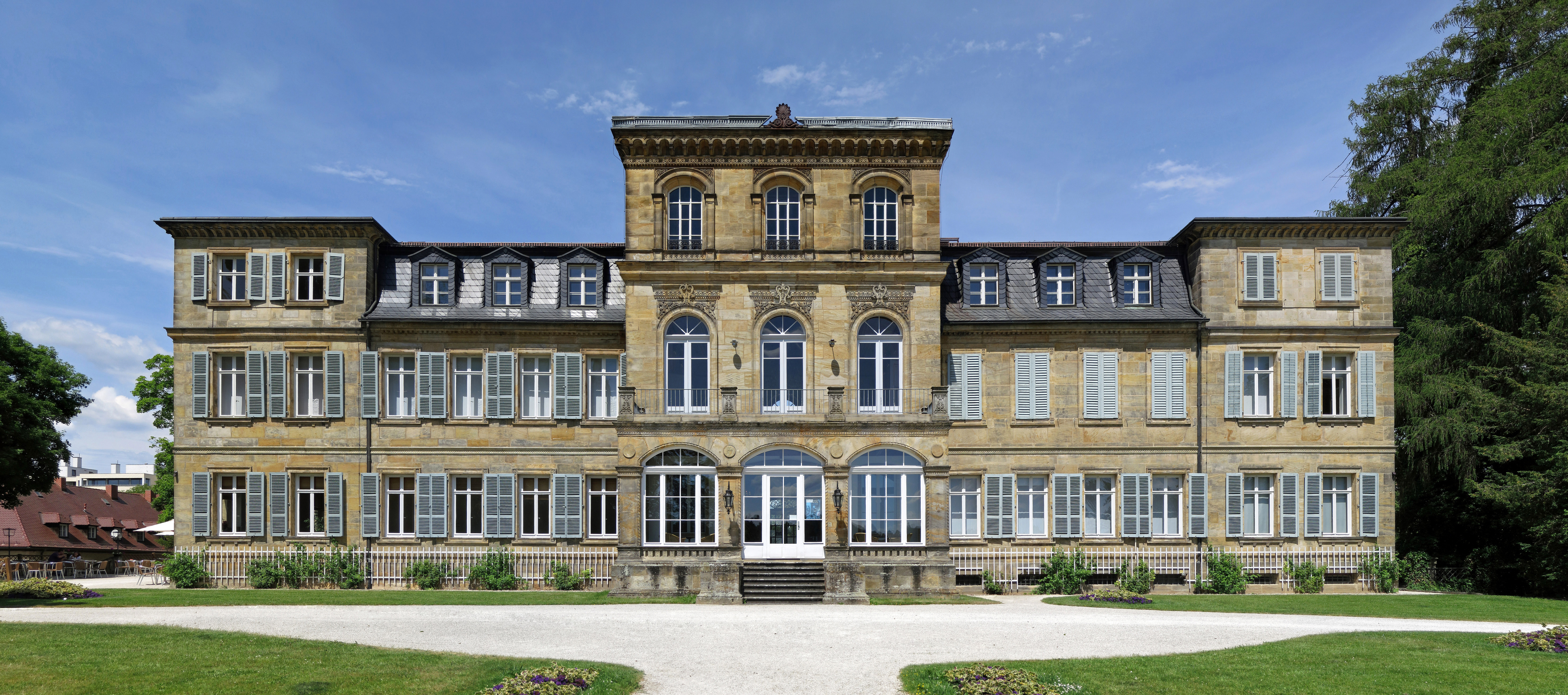
Schloss Fantaisie – rezydencja przeszła w ręce księżnej po śmierci jej ojca, w 1763 r.

Elżbieta urządziła swój własny dwór w zamku w Donndorf, który odnowiła i rozbudowała, nadając mu nazwę Fantaisie, pod którą znany jest dzisiaj. Księżna otaczała się kulturą i była osobistą przyjaciółką Woltera, którego poznała poprzez swoją matkę. Znana była ze swojej urody – Casanova opisał ją jako "najpiękniejszą księżniczkę w Niemczech".